# Szmugljanka
A Szmugljanka (oroszul: Смуглянка) egy orosz dal, aminek szövegét Jakov Svedov írta, dallamát Anatolij Grigorjevics Novikov írta meg 1940-ben.

## Magyar szöveg[1]
Egyszer nyáron hűs hajnalban
Szomszéd kertbe néztem át,
Málnát szedni láttam ottan
Egy csodaszép barna lányt.
Elpirultam, elsápadtam,
Nagy zavarban így szóltam:
Várni foglak édes téged minden hajnalban.
Sej-haj akácfa hullatja a levelét.
Kislány szerelmes lettem én most tebeléd.
Sej-haj azt mondom, légy a galambom, mert úgy szeretlek én!
Ám de erre ott a kertben azt felelte a leány
Nézz csak arra fel e hegyre ott vonul sok partizán.
Néked is most el kell menned a csatába ővelük.
Itt az ellenség, hát harcolj te is ellenük!
Sej-haj akácfa kétszer is kivirágzik.
Véled galambom majd meg tartjuk a lagzit.
Hogyha a harcnak, ennek a harcnak egyszer csak vége lesz.

## Eredeti szöveg
Как-то летом, на рассвете,
Заглянул в соседний сад.
Там смуглянка-молдаванка
Собирает виноград.
Я краснею, я бледнею,
Захотелось вдруг сказать:
— Станем над рекою
Зорьки летние встречать!
Припев × 2:
Раскудрявый клён зелёный –лист резной. Я влюблённый и смущённый пред тобой. Клён зелёный, да клён кудрявый, Да раскудрявый, резной.
А смуглянка-молдаванка
Отвечала парню в лад:
— Партизанский, молдаванский
Собираем мы отряд.
Нынче рано партизаны
Дом покинули родной.
Ждёт тебя дорога
К партизанам в лес густой.
Припев × 2:
Раскудрявый клён зелёный – лист резной. Здесь у клёна мы расстанемся с тобой.Клён зелёный, да клён кудрявый, Да раскудрявый, резной.
И смуглянка-молдаванка
По тропинке в лес ушла.
В том обиду я увидел,
Что с собой не позвала.
О смуглянке-молдаванке
Часто думал по ночам …
Вдруг свою смуглянку
Я в отряде повстречал.
Припев × 2:
Раскудрявый клён зелёный – лист резной. Здравствуй, парень, мой хороший, мой родной! Клён зелёный, :да клён кудрявый, Да раскудрявый, :резной.

## Fordítás
- Ez a szócikk részben vagy egészben  a   Smuglyanka című angol Wikipédia-szócikk fordításán alapul.  Az eredeti cikk szerkesztőit annak laptörténete sorolja fel. Ez a jelzés csupán a megfogalmazás eredetét és a szerzői jogokat jelzi, nem szolgál a cikkben szereplő információk forrásmegjelöléseként.